# Лисогірська сільська рада (Жмеринський район)
| Лисогірська сільська рада — колишній орган місцевого самоврядування у Жмеринському районі Вінницької області з адміністративним центром у с. Лисогірка. Сільській раді підпорядковані населені пункти: - с. Лисогірка |

## Склад ради
Рада складалася з 12 депутатів та голови.

## Керівний склад сільської ради
| ПІБ                       | Основні відомості                                                | Дата обрання | Дата звільнення |
| ------------------------- | ---------------------------------------------------------------- | ------------ | --------------- |
| Ковель Петро Онуфрійович  | Сільський голова, 1943 року народження, освіта, безпартійний     | 26.03.2006   | 31.10.2010      |
| Очеретна Ольга Миколаївна | Сільський голова, 1974 року народження, вища освіта, безпартійна | 11. 11. 2015 |                 |

Примітка: таблиця складена за даними джерела